# Centrale idroelettrica di Brolo
La centrale idroelettrica di Brolo è situata nel comune di Nonio, sul lago d'Orta, nella provincia del Verbano-Cusio-Ossola.

## Caratteristiche
Si tratta di una centrale ad acqua fluente, equipaggiata con 3 gruppi turbina/alternatore, con turbine Pelton ad asse orizzontale.
La centrale è stata automatizzata nel 2006.